# Emma Östlund
Emma Östlund, född 28 juli 2000, är en svensk fotbollsspelare.

## Biografi
Emma Östlund representerar sedan 2024 BK Häcken FF dit hon kom från Linköping. Hon representerar även det svenska landslaget där hon har spelat på olika ungdomsnivåer.